# تپه کاعد محمد
تپه کاعد محمد مربوط به عصر مفرغ - دوره هخامنشی - دوره اشکانیان است و در شهرستان ازنا، بخش مرکزی، دهستان پاچه لک غربی، ۷۰۰ متری جنوب شهر ازنا واقع شده و این اثر در تاریخ ۷ اسفند ۱۳۸۶ با شمارهٔ ثبت ۲۱۳۴۴ به‌عنوان یکی از آثار ملی ایران به ثبت رسیده است.